# Otto Georg Petersen
Otto Georg Petersen, född 26 mars 1847 vid Sorø, död 16 juni 1937, var en dansk botaniker.
Petersen tog magisterkonferens 1875, blev filosofie doktor 1882 på avhandlingen Bikollaterale karbundter og beslægtede dannelser, var 1882-86 docent i växtanatomi vid Köpenhamns universitet samt 1893-1903 lektor och 1903-18 professor i botanik vid Landbohøjskolen. År 1891 blev han ledamot av Videnskabernes Selskab. 
Petersen utgav en rad forstbotaniska skrifter, bland annat Diagnostisk vedanatomi af N.V.-Europas træer og buske (1901), Forstbotaniske undersøgelser (1906), Forstbotanik (1908) och Træer og buske. Diagnoser til dansk frilands-trævækst (1916).